# Mocsári gólyaorr
A mocsári gólyaorr (Geranium palustre) a gólyaorrvirágúak (Geraniales) rendjébe sorolt gólyaorrfélék (Geraniaceae) családjában a névadó gólyaorr (Geranium) nemzetség egyik faja.

## Előfordulása
Tipikusan európai flóraelem. Magyarországon többek közt a Gödöllői-dombság, valamint a Börzsöny, valamint a Mátra területén él.

## Megjelenése
20–60 centiméter magasra nő. Levele tenyeresen osztott.
Virágának színe a rózsaszíntől a vöröses liláig változó. Gólyaorrtermése van.

## Életmódja, termőhelye
Egynyári, tipikusan vízparti növény; a nedves rétek, magas füvű rétek és kaszálók, patakparti és lápi magaskórósok gyakori faja, a legyezőfüves-gólyaorros magaskórós (más néven legyezőbajnócás – mocsári gólyaorr Filipendulo-Geranietum palustris) társulás egyik névadója. Az időszakos elöntést jól tűri. A talajon sűrű párnát alkot.
Júniustól szeptemberig nyílik.
A gólyaorr-boglárka (Aricia eumedon) tápnövénye